# Paesi catalani

Paesi catalani nel mondo

Paesi catalani (in catalano: Països Catalans) è un termine utilizzato per indicare i territori abitati da catalanofoni, impiegato anche con connotazioni politiche oltre che linguistiche, tanto che il termine è controverso sia all'interno che all'esterno di questa area.

## Territori che compongono i Paesi catalani
All'interno della Spagna essi sono:
- la Catalogna;[1]
- la Comunità Valenciana;
- le Isole Baleari;
- la Frangia d'Aragona, comprendente alcuni territori dell'Aragona;
- El Carche, una piccola parte della regione di Murcia.

Al di fuori della Spagna:
- Andorra, Stato sovrano europeo in cui il catalano è la lingua nazionale ufficiale;
- il dipartimento francese dei Pirenei Orientali, chiamata Catalunya (del) Nord o Catalogna del Nord. Il nome Rosselló riflette solo una delle cinque regioni storiche della Catalogna del Nord che sono Alta Cerdanya, Capcir, Conflent, Vallespir e Rossiglione. La comarca di Fenolheda, che si trova nel dipartimento dei Pirenei orientali, non fa parte della Catalogna del Nord, poiché è una regione occitana che appartiene al dominio linguistico e culturale occitano.
- la città italiana di Alghero in Sardegna, dove si parla una variante catalana.

Secondo alcuni nazionalisti catalani, la nozione di Paesi catalani sarebbe da associare in senso politico anche alla "nazione catalana" stessa, rappresentata dalla bandiera detta Estelada.
La seguente tabella riassuntiva comprende tutti i territori attribuiti, da una fonte o dall'altra, ai "Paesi catalani":

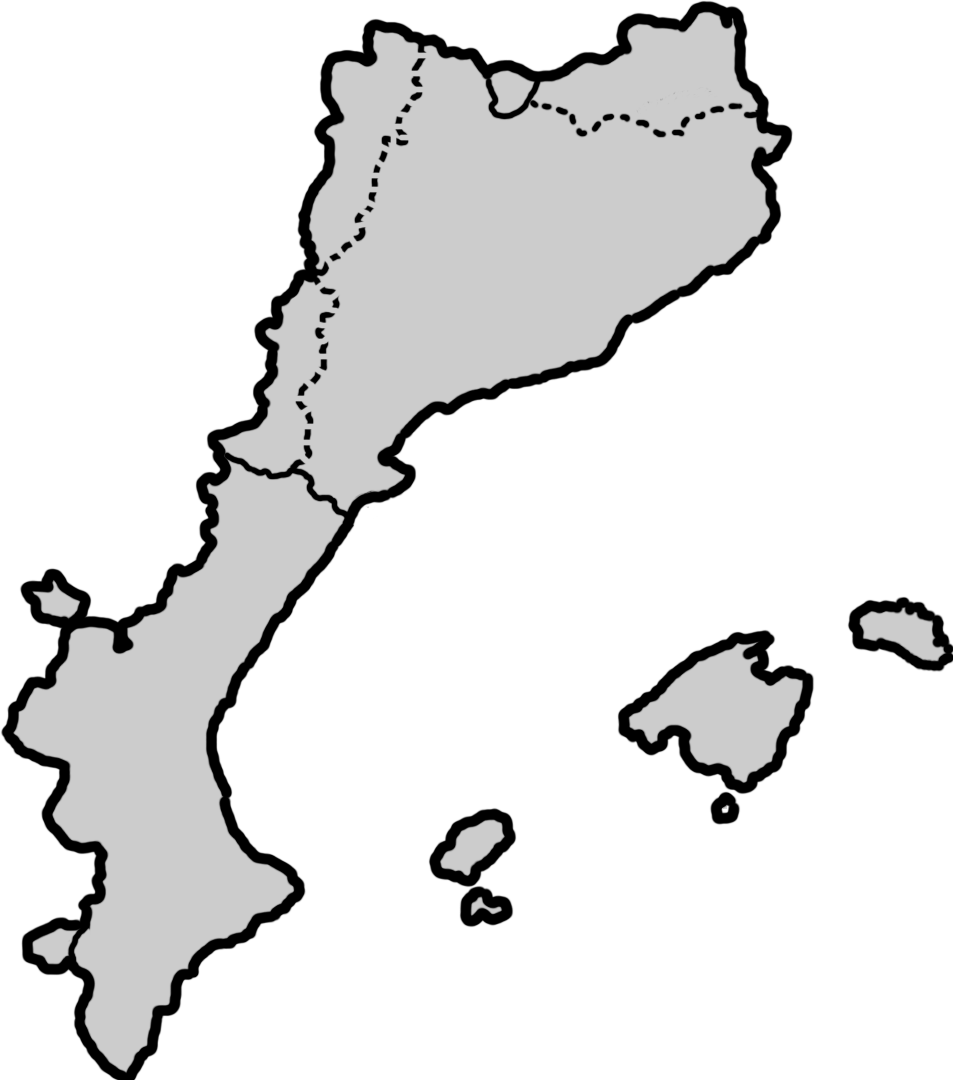
Territori storici dei paesi catalani

| Territorio                             | Superficie (km²) | Popolazione (ab.) | Lingue ufficiali                              | Stato sovrano | Mappa |
| -------------------------------------- | ---------------- | ----------------- | --------------------------------------------- | ------------- | --- |
| Andorra                                | 468              | 69 150            | Catalano                                      | Andorra       | Catalogna del Nord Catalogna Alghero Frangia d'Aragona Comunità Valenciana Isole Baleari Carxe Italia Spagna Francia Mar Mediterraneo Mare delle Baleari Andorra |
| Catalogna                              | 32 114           | 7 134 697         | Catalano, Spagnolo, Aranese                   | Spagna        | Catalogna del Nord Catalogna Alghero Frangia d'Aragona Comunità Valenciana Isole Baleari Carxe Italia Spagna Francia Mar Mediterraneo Mare delle Baleari Andorra |
| Isole Baleari                          | 4 992            | 916 968           | Spagnolo, Catalano                            | Spagna        | Catalogna del Nord Catalogna Alghero Frangia d'Aragona Comunità Valenciana Isole Baleari Carxe Italia Spagna Francia Mar Mediterraneo Mare delle Baleari Andorra |
| Comunità Valenciana                    | 23 255           | 4 806 908         | Spagnolo, Valenciano                          | Spagna        | Catalogna del Nord Catalogna Alghero Frangia d'Aragona Comunità Valenciana Isole Baleari Carxe Italia Spagna Francia Mar Mediterraneo Mare delle Baleari Andorra |
| El Carche                              | 310,93           | 697               | Spagnolo                                      | Spagna        | Catalogna del Nord Catalogna Alghero Frangia d'Aragona Comunità Valenciana Isole Baleari Carxe Italia Spagna Francia Mar Mediterraneo Mare delle Baleari Andorra |
| Striscia d'Aragona                     | 4 482,80         | 47 236            | Spagnolo, Aragonese                           | Spagna        | Catalogna del Nord Catalogna Alghero Frangia d'Aragona Comunità Valenciana Isole Baleari Carxe Italia Spagna Francia Mar Mediterraneo Mare delle Baleari Andorra |
| Alghero                                | 224,43           | 42 497            | Italiano, Catalano algherese, sardo unificato | Italia        | Catalogna del Nord Catalogna Alghero Frangia d'Aragona Comunità Valenciana Isole Baleari Carxe Italia Spagna Francia Mar Mediterraneo Mare delle Baleari Andorra |
| Pirenei Orientali (Catalogna del Nord) | 4 116            | 392 803           | Francese                                      | Francia       | Catalogna del Nord Catalogna Alghero Frangia d'Aragona Comunità Valenciana Isole Baleari Carxe Italia Spagna Francia Mar Mediterraneo Mare delle Baleari Andorra |
| Totale                                 | 69 963,16        | 13 410 956        | –                                             | –             | - |

## Galleria d'immagini

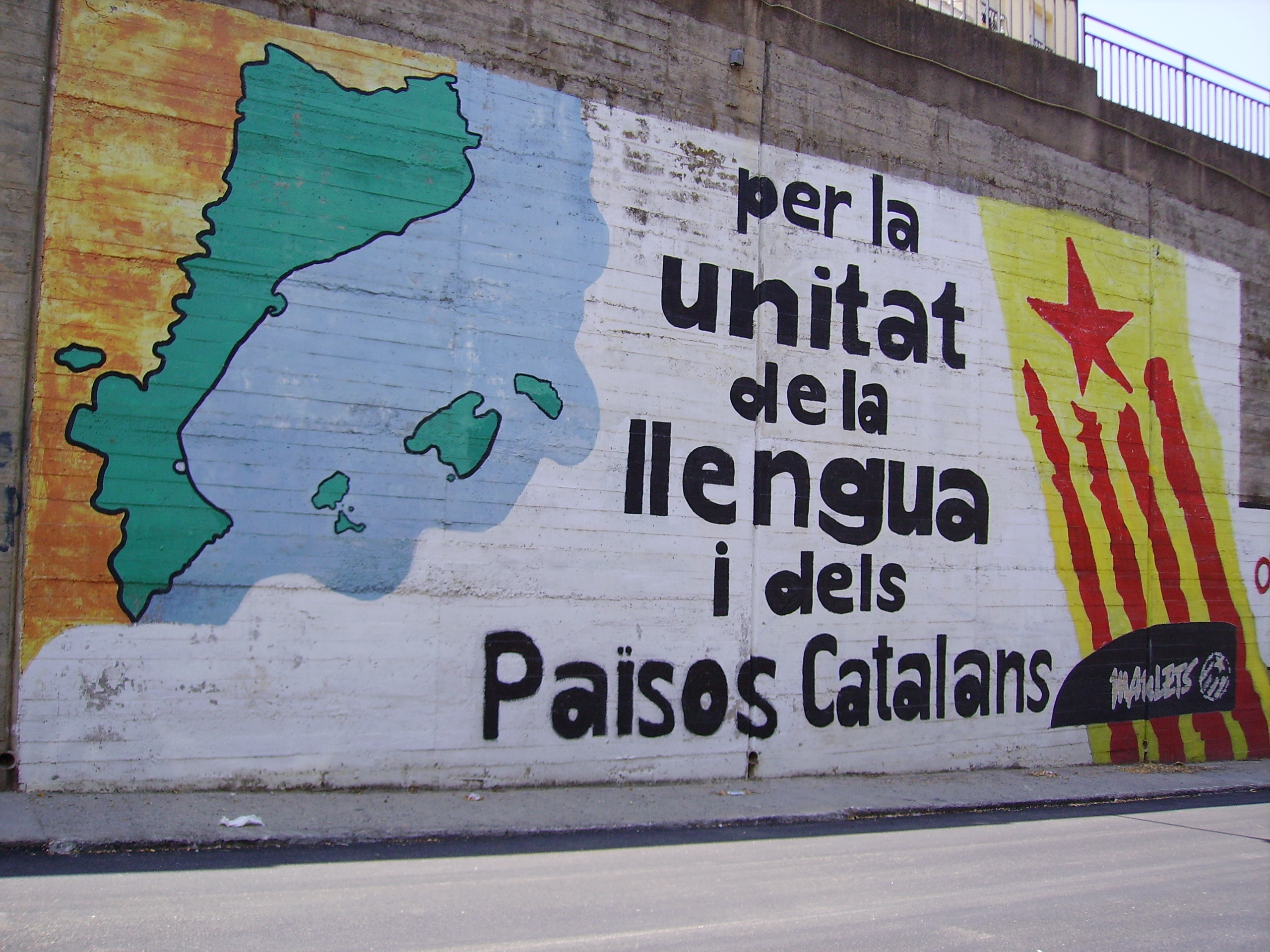
Graffiti a Argentona.
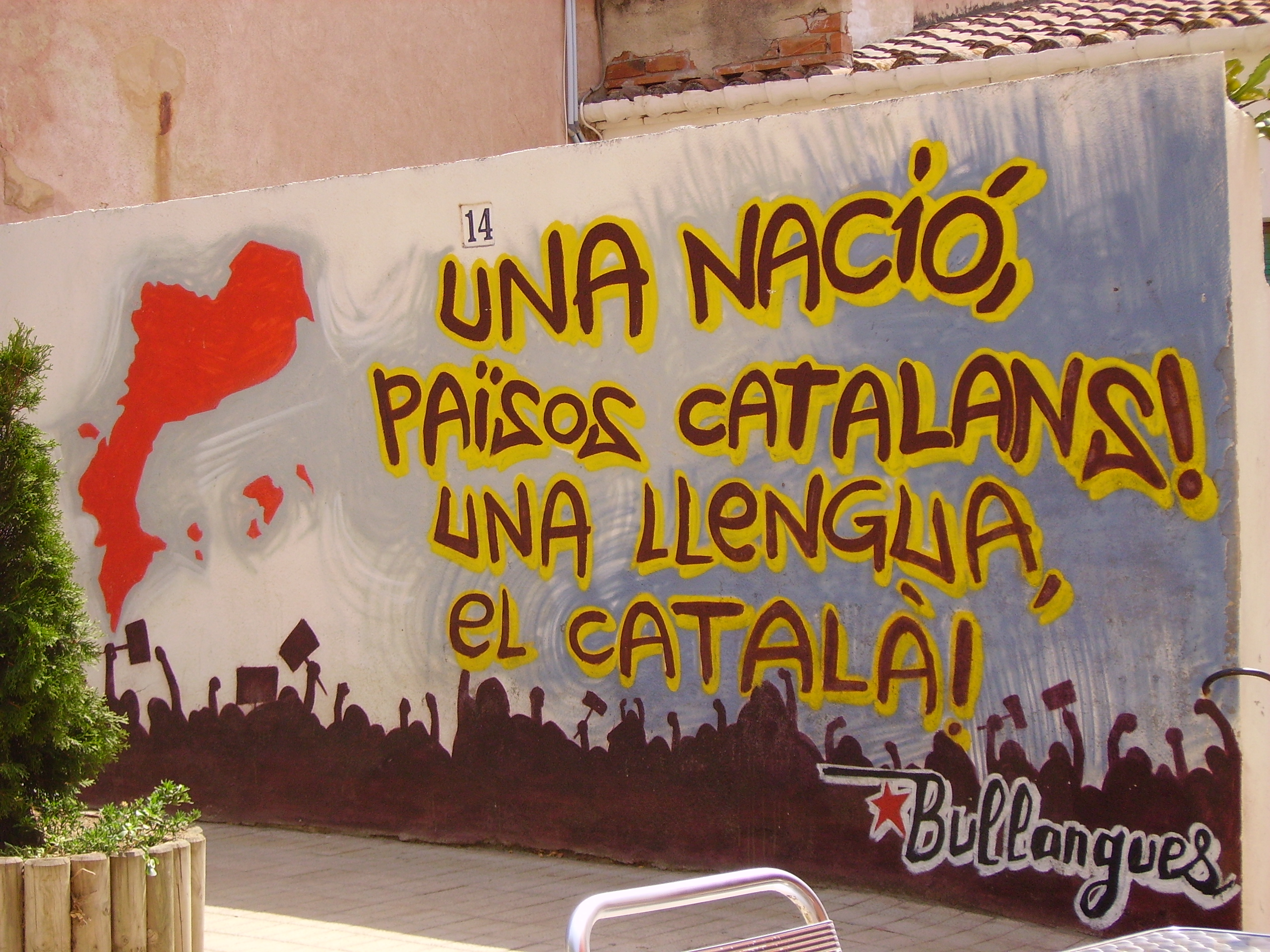
Graffiti a Vilassar de Mar.
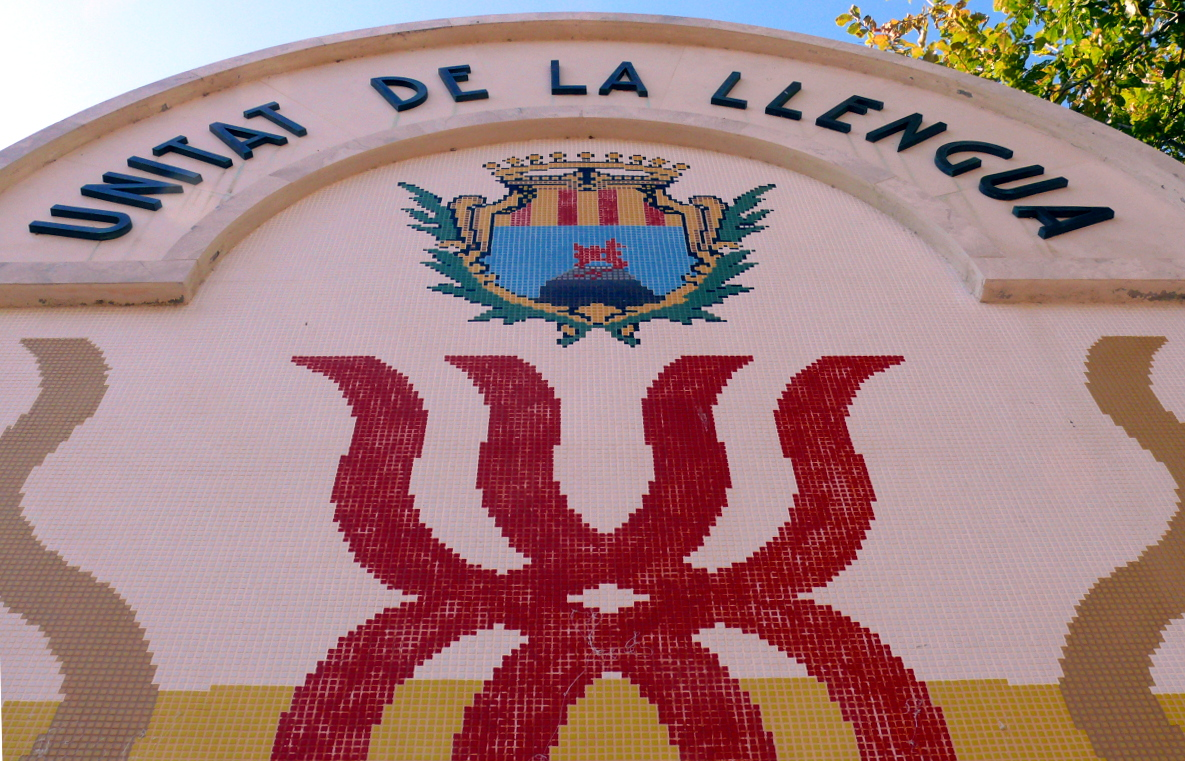
"Unità della Lingua", mosaico ad Alghero
L'estelada, è usata da coloro che sostengono l'indipendenza dallo Stato spagnolo. Spesso considerato come la bandiera dei Paesi Catalani, sia la versione blu che quella rossa